# Ottilie von Below
Ottilie Albertine von Below, geb. Freiin von Hackewitz, (* 2. Mai 1837 in Freienwalde; † 28. Juli 1894 in Rostock) war eine deutsche Schriftstellerin.

## Leben
Sie wurde in Freienwalde als Tochter des Offiziers von Hackewitz geboren. Der Vater starb bereits 1843. Sie heiratete 1859 den Offizier Maximilian von Below, der 1870 in Frankreich an einer Kriegsverletzung verstarb. Der Ehe entstammten mehrere Kinder. Nach seinem Tod lebte Below zunächst in Rostock, ab 1886 in Doberan und später erneut in Rostock, wo sie 1894 verstarb.
Below wandte sich nach dem Tod ihres Mannes der Poesie zu. Eine Sammlung ihrer Gedichte erschien 1878 unter dem Titel Herbstblüten. Zwei Gedichte, Gleichnis und Morgenlied, wurden zudem von Karl Schrattenthal 1888 in einer Anthologie veröffentlicht. Erzählungen und andere Werke erschienen unter dem Pseudonym Ambrosius Scharf, so veröffentlichte sie zum Beispiel 1879 unter dem Pseudonym in den Deutschen Monatsblättern die kritische „Plauderei“ Kritik als Heilkunst.